# Les Loups sanglants de l'Alaska
Pour plus de détails, voir Fiche technique et Distribution.
Les Loups sanglants de l'Alaska (Die blutigen Geier von Alaska) est un film yougo-allemand réalisé par Harald Reinl, sorti en 1973.

## Synopsis
Au temps de la ruée vers l'or, le trappeur Don Rutland aide Sanders, un prospecteur qui a découvert une mine dans un cimetière indien, mais qui s'est blessé dans un accident comme son jeune fils Billy. Au camp Kino, pendant ce temps, un transport est mis en place sous la direction du shérif Cotton pour amener l'or qu'ont ramassé les mineurs à Paradise Creek. Don croise le transport, notamment l'éclaireur Buffins qui collabore avec les bandits autour de Mark Monty, et leur donne le garçon. Lorsque Don revient vers le prospecteur, ce dernier est attaqué par des Indiens. Agonisant, il confie son fils à Billy.
Le transport d'or est aussi attaqué ; Buffins raconte une histoire fictive au camp, est célébré comme un héros et devient le nouveau shérif. Seul le vieil ivrogne Captain Brandy - soupçonné d'être impliqué dans le vol parce qu'il est le seul à ne pas envoyer son or - et Ham-a-Ham se méfient de lui. Ensemble avec eux et Rose, la fille du shérif, Don peut découvrir les machinations de Buffins et libérer Billy, que Mark Monty et ses hommes ont enlevé parce qu'il connaît l'emplacement de la mine d'or. Don et Billy retournent ensemble dans le désert.

## Fiche technique
- Titre français : Les Loups sanglants de l'Alaska[1]
- Titre original : Die blutigen Geier von Alaska
- Réalisation : Harald Reinl assisté de Radenko Ostojic et de Charles Wakefield
- Scénario : Johannes Weiss
- Musique : Bruno Nicolai
- Direction artistique : Zeljko Senecic
- Costumes : Ina Stein
- Photographie : Heinz Hölscher
- Montage : Eva Zeyn
- Production : Karl Spiehs
- Sociétés de production : Lisa Film, Jadran Film
- Société de distribution : Constantin Film
- Pays de production :  Allemagne de l'Ouest,  Yougoslavie
- Langue : allemand
- Format : Couleurs - 2,35:1 - Mono - 35 mm
- Genre : Western, Aventure
- Durée : 97 minutes
- Dates de sortie :
  - Allemagne de l'Ouest : 16 octobre 1973.
  - Allemagne de l'Est : 30 mai 1975.

## Distribution
- Doug McClure : Don Rutland
- Harald Leipnitz : Mark Monty
- Roberto Blanco : Ham-Ham
- Heinz Reincke : Capitaine Brandy
- Kristina Nel : Rose Cotton
- Angelika Ott : Betty
- Klaus Löwitsch : Lapporte
- Kurt Bülau (de) : Sanders
- Ivan Stimac : Billy Sanders
- Miha Baloh : Buffins
- Branko Špoljar : Doc
- Ilija Ivezić : Frank Fox
- Mirko Boman : Chat

## Histoire
Le film est tourné du 11 juin au 21 juillet 1973 en Yougoslavie aux lacs de Plitvice et près de Dubrovnik et en Autriche dans le massif du Dachstein.

## Source de traduction
- (de) Cet article est partiellement ou en totalité issu de l’article de Wikipédia en allemand intitulé « Die blutigen Geier von Alaska » (voir la liste des auteurs).